# EH antenna
Az EH-antenna egy erőteljesen csökkentett hosszúságú, dipól-szerű sugárzó. Kompromisszumos antenna, néhány dB veszteség áldozatot hozva a méretei rendkívül kicsik, hossza a hullámhossz méretének akár 1-2 %-ára is lecsökkenthető. Minél inkább lecsökkentjük egy antenna méretét, annál inkább leromlik a hatásfoka.
Az EH-antenna működési mechanizmusát Ted Hart (W5QJR) gondolta ki és szabadalmaztatta is az ezredforduló környékén. A neve az elektromos (E) és mágneses (H) térerősség jelébol származik.
Egy adott sávra sokféleképpen méretezhető, a méretezésnél az elsődleges szempont a rendelkezésre álló hely. Az EH antenna különös előnye, hogy hosszabb hullámokra is készíthető hordozható kivitelben.
További előnye, hogy a keretantennához vagy a ferritrudas antennához képest jóval nagyobb a sávszélessége, így nem csak egy adott frekvencián használható, hanem tervezhető egy egész sávra is.
Az EH antenna iránykarakterisztikája kvázi-izotróp jellegű.

## Működési elve
Egy primer sugárzó felfogható nyílt rezgőkörként. Az antenna induktivitása a vezeték hosszából, a kapacitása pedig a vezetők felületén létrejövő szórt kapacitásokból ered.
Az EH antennánál az antenna induktivitását egy tekercs adja. Egy feltekert vezeték induktivitása jóval nagyobb, mint egy egyenes vezetőé, így az antenna szükséges induktivitása megoldható egy megfelelő méretezésű tekerccsel, ami így sokkal kisebb helyet foglal el.
Az EH antenna kapacitását a csökkentett méretű dipólusok között fellépő szórt kapacitás adja. A dipólusokat célszerű minél nagyobb felületűre tervezni. 

## Megvalósítása[2]
Az egyszerű nyitott rezgőkörök hátránya, hogy rezonanciafrekvencián nagy a talpponti impedanciája, így gondot okoz a tápvonalhoz, illetve a készülék bemenetéhez történő illesztése. A legegyszerűbb megoldás, ha az L1 tekercs helyett transzformátort alkalmazunk. Ezt a transzformátort a gyakorlatban úgy oldhatjuk meg, hogy az L1 tekercset körbetekerjük egy kisebb menetszámú tekerccsel, nagyobb keresztmetszetű vezetékből. A menetáttétel nagy, nagyobb mint 1:10.
Létezik autotranszformátor jellegű illesztés is. itt az L1 tekercsen leágazást készítünk azon a ponton, ahol a talpponti impedancia megegyezik a tápvonal hullámimpedanciájával.
A tekercsek és a transzformátorok légmagosak. Mind a henger alakú dipólusok, mind a tekercsek egy szigetelő csőre vannak feltekerve, elhelyezve.
Léteznek összetettebb EH antenna kialakítások is. Még jobb eredményt kaphatunk, ha a fáziskésleltető tekercset is beépítünk a rendszerbe. Ilyen pl. a Star Network elrendezésű EH antenna:
- L1 - bemeneti leválasztótekercs
- L2 - csapolt tekercs, ez adja az antenna induktivitását, és biztosítja a tápvonalhoz történő illesztést.
- L3 - Fázistoló tekercs

## Isotron antenna[3]
Az EH antenna elvén működik az ún. isotron antenna. Az isotron antenna kapacitását egymással szembe fordított, nagy kiterjedésű fémlemezek adják. (Az EH antennánál rövidített dipólus van.)
Nem tévesztendő össze az izotróp antennával!
Az Isotron antenna a két végén nagy kiterjedésű kapacitással rendelkezik, közte egy ellenfázisú szimmetrikus tekercses táplálással. Egy másik válfaja pedig csak egyik végén rendeklezik sapkával, az ellendarab egy benyúló kar.
Az isotron és az EH antenna működési paramétereik szempontjából megegyeznek.